# Olympische Sommerspiele 2020/Teilnehmer (Südsudan)
| Gelbes Symbol für Goldmedaillen mit stilisierten Olympischen Ringen | Graues Symbol für Silbermedaillen mit stilisierten Olympischen Ringen | Braundes Symbol für Bronzemedaillen mit stilisierten Olympischen Ringen |
| ------------------------------------------------------------------- | --------------------------------------------------------------------- | ----------------------------------------------------------------------- |
| —                                                                   | —                                                                     | —                                                                       |

Südsudan nahm an den Olympischen Spielen 2020 in Tokio mit zwei Sportlern in der Leichtathletik teil. Es war die zweite Teilnahme an Olympischen Sommerspielen.
Das südsudanesische Team war durch eine Sondergenehmigung und ein Förderprogramm bei den Spielen dabei. Sie waren aus verschiedenen Teilen des Landes, um ein Zeichen der Einheit und des Friedens auszustrahlen. Die Sportler reisten 2019 gemeinsam mit den ⁣⁣Paralympischen⁣⁣ Sportlern frühzeitig nach Japan an, um die defizitären Trainingsmöglichkeiten auszugleichen. Als die Spiele aufgrund der COVID-19-Pandemie um ein Jahr verschoben wurden, blieben sie in ihrem Trainingsstandort in Maebashi, um Schwierigkeiten bei der Wiedereinreise zu verhindern. Die Kosten wurden durch Spenden gedeckt.

## Teilnehmer nach Sportarten

### Leichtathletik
Laufen und Gehen
| Athleten     | Wettbewerb | Runde 1     | Runde 1 | Halbfinale    | Halbfinale    | Finale        | Finale        | Rang          |
| Athleten     | Wettbewerb | Zeit        | Rang    | Zeit          | Rang          | Zeit          | Rang          | Rang          |
| ------------ | ---------- | ----------- | ------- | ------------- | ------------- | ------------- | ------------- | ------------- |
| Frauen       |            |             |         |               |               |               |               |               |
| Lucia Moris  | 200 m      | 25,24 s     | 6       | ausgeschieden | ausgeschieden | ausgeschieden | ausgeschieden | ausgeschieden |
| Männer       |            |             |         |               |               |               |               |               |
| Abraham Guem | 1500 m     | 3:40,86 min | 13      | ausgeschieden | ausgeschieden | ausgeschieden | ausgeschieden | ausgeschieden |